# Ollie Kirkby
Ollie Kirkby (26 de setembro de 1886 - 7 de outubro de 1964), muitas vezes creditada Ollie Kirby ou Olive Kirby, foi uma atriz de cinema estadunidense da era do cinema mudo que atuou em 84 filmes entre 1913 e 1926.

## Biografia
Nasceu na Filadélfia, Pensilvânia.

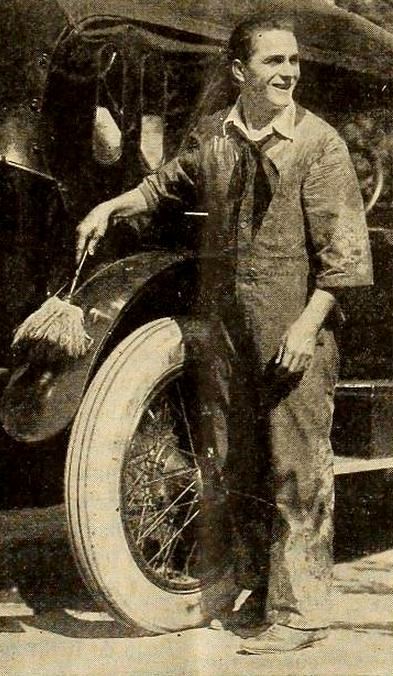
George Larkin, marido de Ollie Kirkby, conforme Film Fun, setembro de 1919, p. 35.

No início da carreira, atuou pela Kalem Company, onde ficou até 1917. Seu primeiro filme foi The Girl and the Gangster, pela Kalem, em 1913, em que foi creditada Olive Kirby. Fez vários curta-metragens por essa produtora. Após se casar, deixou o cinema por cinco anos, retornando nos anos 1920 pela produtora independente Charles R. Seeling Productions, e depois pela Rayart Pictures Corporation, entre outras. Atuou várias vezes ao lado do marido, George Larkin. Seu último filme foi Modern Youth, em 1926, creditada Olive Kirby, pela Sam Efrus Productions, ao lado de Gino Corrado e Rhea Mitchell.

## Vida pessoal
Foi casada com o ator George Larkin de 1919 até a morte dele, em 1946. Atuaram juntos em vários filmes.
Faleceu em 7 de outubro de 1964 (1965, segundo algumas fontes), e está sepultada no Forest Lawn Cemetery, em Glendale.

## Filmografia parcial

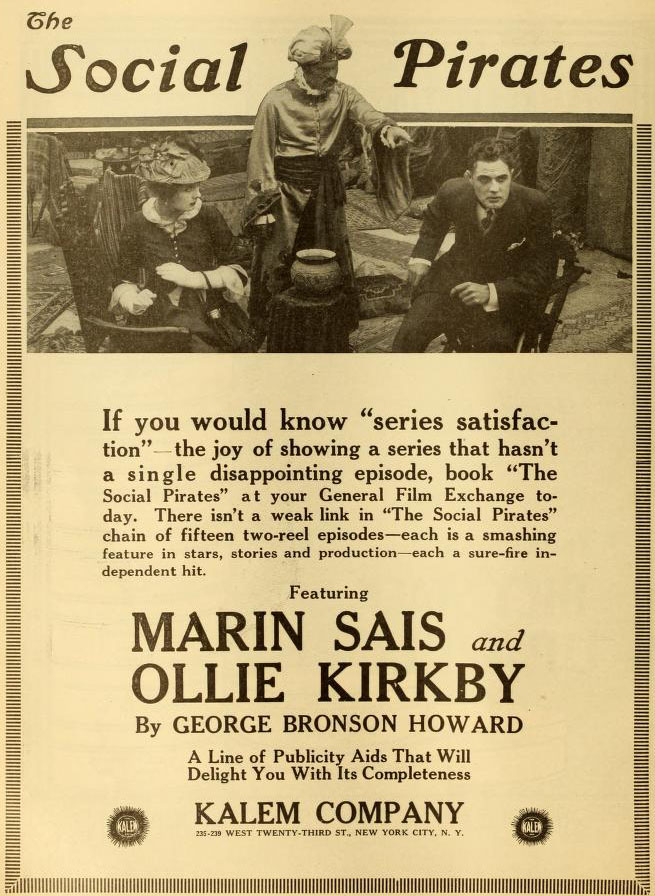
Cartaz do seriado The Social Pirates, de 1916.

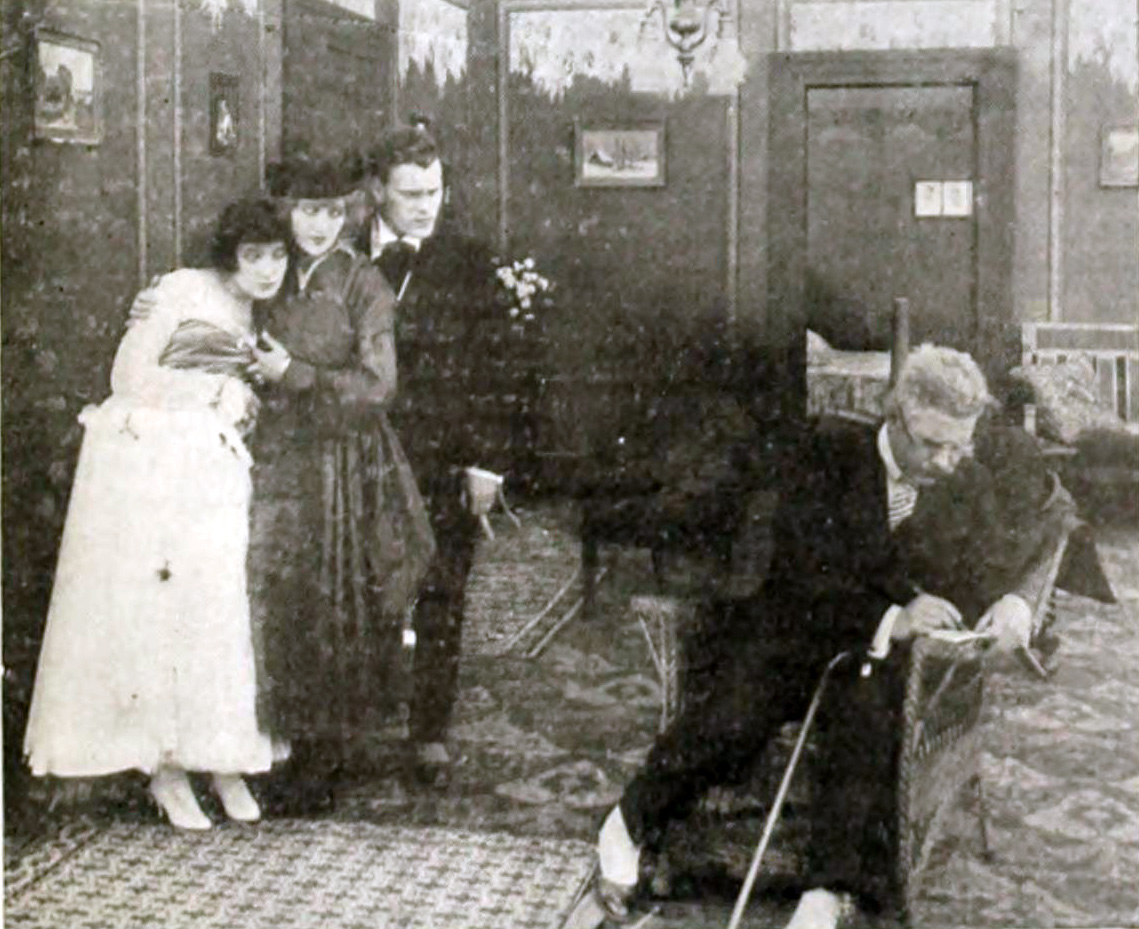
Unmasking a Rascal, capítulo 10 de The Social Pirates.

- The Girl and the Gangster (creditada Olive Kirby, 1913)(*curta-metragem)
- The Wiles of a Siren (1914)(*curta-metragem)
- The Potter and the Clay (creditada Ollie Kirke, 1914)(*curta-metragem)
- The Key to Yesterday (1914)
- The Last Chapter (1914)
- The Girl Detective (1915)(*episódios 16 & 17)
- The Trap Door (1915)(*curta-metragem)
- The Voice from the Taxi (1915)(*curta-metragem)
- The Tattooed Hand (1915)(*curta-metragem)
- The Clairvoyant Swindlers (1915)(*curta-metragem)
- Scotty Weed's Alibi (1915)(*curta-metragem)
- The Closed Door (1915)(*curta-metragem)
- The Figure in Black (1915)(*curta-metragem)
- The Money Leeches (1915)(*curta-metragem)
- The Vanishing Vases (1915)(*curta-metragem)
- The Accomplice (1915)(*curta-metragem)
- The Frame-Up (1915)(*curta-metragem)
- The Straight and Narrow Path (1915)(*curta-metragem)
- The Strangler's Cord (1915)(*curta-metragem)
- Mysteries of the Grand Hotel (1915)(*curta-metragem)
- The Disappearing Necklace (1915)(*curta-metragem)
- The Secret Code (1915)(*curta-metragem)
- The Riddle of the Rings (1915)(*curta-metragem)
- The Substituted Jewel (1915)(*curta-metragem)
- The Barnstormers (1915)(*curta-metragem)
- The False Clue (1915)(*curta-metragem)
- The Wolf's Prey (1915)(*curta-metragem)
- The Man on Watch (1915)(*curta-metragem)
- The Man in Irons (1915)(*curta-metragem)
- Stingaree (série de 12 episódios independentes, 1915)
- The Social Pirates (seriado, 1916)
- Black Magic (1916)(*curta-metragem)
- The Code Letter (1916)(*curta-metragem)
- The Missing Heiress (1916)(*curta-metragem)
- The Pencil Clue (1916)(*curta-metragem)
- Grant, Police Reporter (1916)(*curta-metragem)
- The Man from Yukon (1916)(*curta-metragem)
- The Rogue's Pawn (1916)(*curta-metragem)
- The Further Adventures of Stingaree (série com episódios independentes, 1917)
- The House of Three Deuces (1916)(*curta-metragem)
- Tango Cavalier (1923)
- Midnight Secrets (1924)
- Silver Fingers (1926)
- Modern Youth (1926)